# プロメナ神戸

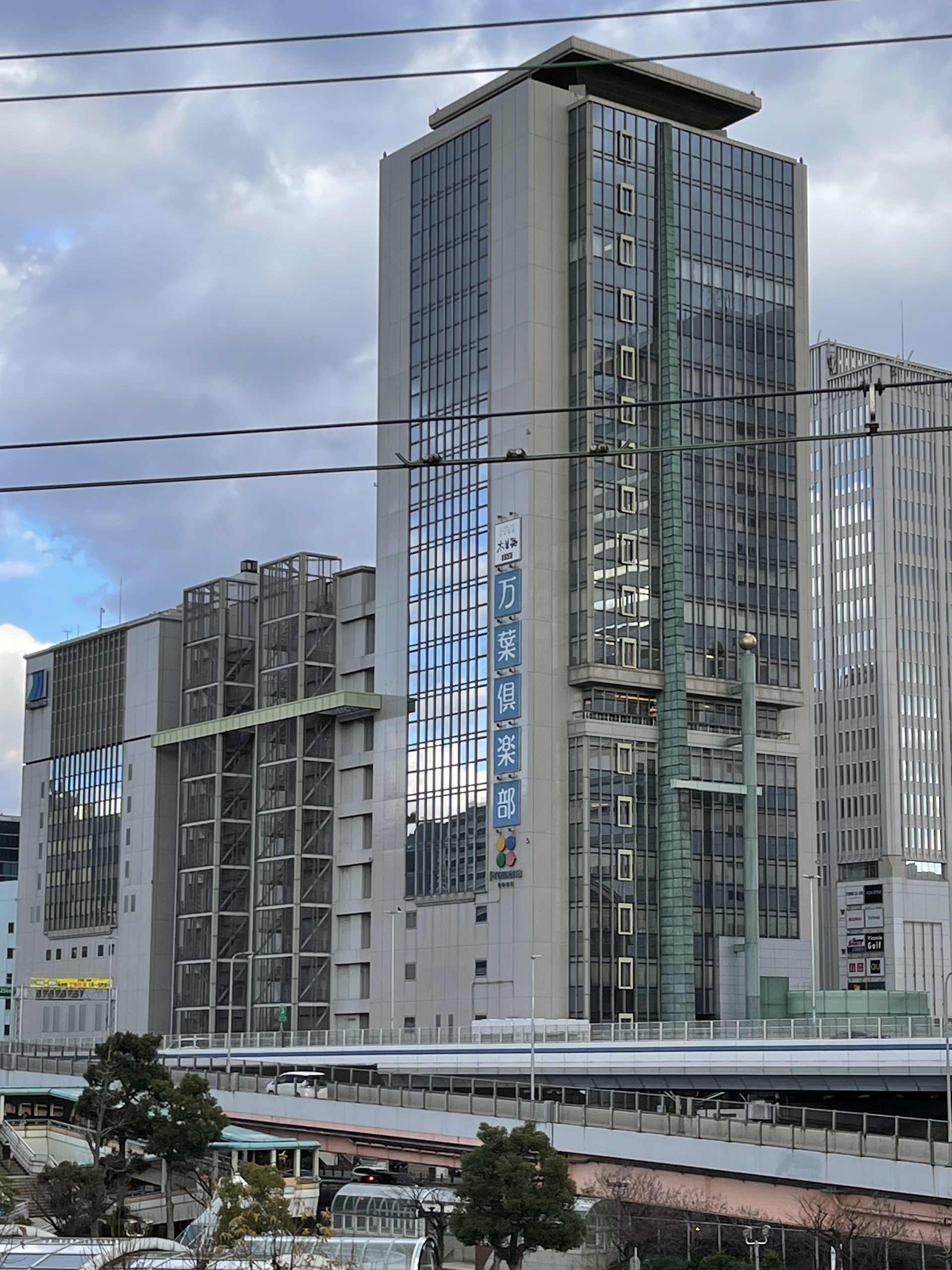
別角度から（隣は神戸ガスビル）

プロメナ神戸（プロメナこうべ）は、兵庫県神戸市中央区の神戸ハーバーランドにある複合商業施設。

## 歴史・概要

### オーガスタプラザ
湊川貨物駅跡地等に整備された神戸ハーバーランドにおいて、1990年（平成2年）4月に竣工した神戸ガスビルに続き、神戸ガスビルⅡ期棟として計画され、 1992年（平成4年）10月1日にオープンした。オープンから5日間で入館した人は30万人、初めての日曜日には8万人の人が入った。
事業主であるアーバネックス（現・大阪ガス都市開発）の親会社である大阪ガスは、ハーバーランドの地域冷暖房を一括して担当することになり、その事業遂行のために確保された用地、建物があり、その付帯事業として複合商業施設の開発に取り組んだ。ビル外観はアメリカの設計デザイン会社ザ・ジャーディ・パートナーシップに依願され、内部はのびのびとした天井高でゆったりとした空間を創出するとともに、大きな吹き抜けと、次々と上層階へ誘うようなエスカレーター動線で、来場者の遊び心を誘う演出が行われている。ターゲットはシングルウーマンであり、あえてターゲットを20代前半の女性に絞り込むことで、ハーバーランド他地区との差別化が図られた。
施設の管理運営を委託されていたのが、1988年（昭和63年）にアーバネックスと髙島屋グループが折半出資で設立したオーガスタである。神戸にはすでに、百貨店としては、大丸、そごう、三越、阪急があり、髙島屋はなかった。髙島屋は出店に対して意欲的で、これまで多くの商業施設開発を手がけ、またノウハウの蓄積や人材も豊富であることから、アーバネックスは髙島屋を合弁相手に選び、施設を運営することになった。
日々の買い物客より見学や観光客が多いといわれる地区の特性による売上に繋がる集客力の弱さなどもあり、阪神・淡路大震災が発生して被災した三宮や元町から買い物客が流入した1995年（平成7年）が売上高約80億円と最高だった。その後、2000年（平成12年）に売上高は約52億円へ落ち込み、開業以来毎年赤字を計上するなど業績が低迷。2002年（平成14年）までに累積損失が約80億円に上った。こうした業績の低迷を受けて、ビルを保有する大阪ガスが一体的に建設された隣接するオフィスビルの神戸ガスビルと共に、モルガン・スタンレーグループに売却して2002年（平成14年）6月7日に所有権が移転。同時にその運営権もオーガスタからモルガン・スタンレー側のフェニックス・プロパティーズに移行したため、9月末でオーガスタは解散した。

### テナント
オープン時
地下1階は和・洋・中のメニューを揃えたファーストフードショップ（大阪ガスグループも出店）からなるフードコートで、フロア中央部には約350席の共用客席が配置され、夜はアルコールも提供された。
1階から6階は3つの専門店ゾーンに分かれ、1階のドレスアップゾーンから上層階に行くにつれてカジュアルゾーンになっていた。このゾーンには髙島屋グループも専門店として出店。1階フロアは全て髙島屋に賃貸し、髙島屋は11の店舗で構成しポピュラーな品揃えとした。約60店舗が出店。
7階から18階までは、カルチャー・シネマ・フィットネス・レストラン・ミュージック&アミューズメント等の施設が入居。17・18階は展望レストラン、16階はエステ&シェイプスタジオ、15階は野村證券、14・13階はNHK文化センター神戸、11・12階はフィットネスクラブ「クラブオーシャンブリーズ」、10・9階は大阪ガスの情報発信基地「エスパース オーサカガス」とフランス料理教室&製菓学校「アプリーティセサモ」、9階はミニシアター「AB Cinema（エービーシネマ）1・2」、8階はセガのアミューズメント施設「神戸かもめ館」、7階は新星堂が1フロア全てを使いCDなどの売場とした。
譲渡時
高島屋が展開する9店舗を含む飲食・物販87店舗が営業していたが、2002年9月末に高島屋の展開する9店舗が賃貸契約期間満了と共に閉店した。これに伴い高島屋グループは完全に撤退。ほかにも同月末で契約が満了したテナントの一部が撤退したため、営業休止となったフロアもあった。

### プロメナ神戸の開業
モルガン・スタンレーグループは、買収直後には既存店舗の残留か撤退かの意向確認と空き店舗への進展招致を並行して進め、2002年（平成14年）7月中旬ごろには新しい全体像を決めたいとしていた。しかし、集客力に欠ける神戸ハーバーランドの立地にテナント招致は苦戦。2003年（平成15年）10月、地下1階の軽食コーナーに和食やアイスクリーム、ピザ、ハンバーガーなどの14店を集めて開業するに留まった。その一方、同月にはそれまで営業してきた映画館「abシネマ」が閉館。12月末にその施設跡を活用して個性的な映画を上映する「単館系」と呼ばれる映画館「シネカノン神戸」が開業している。その後もテナント誘致は難航していたが、2004年（平成16年）11月19日に 大型の100円ショップや書店、若者向けの衣料品店などを目玉とする 約50店で構成するプロメナ神戸 として全館が開業した。

### テナントやフロア構成の変化
2005年（平成17年）8月に住商アーバン開発が施設の運営管理を受託し、2007年（平成19年）4月1日に「美とリラクセーション」をテーマに改装した4階フロアが営業を始めて再び全館で開業した。しかし、2008年（平成20年）12月20日に「シネカノン神戸」が閉館、2009年（平成21年）8月にスポーツ施設が撤退するなど、テナントの撤退が相次いだ。これに先立って、2007年7月にはこのビルと一体的に建設され、大阪ガスグループからモルガン・スタンレーグループへ譲渡された隣接する神戸ガスビルは、原弘産の特別目的会社（SPC）から三菱商事のSPCに185億円で売却されている。
2009年（平成21年）1月から施設の運営管理受託者は新栄不動産ビジネスに変更となり、2010年（平成22年）7月23日には上層階を改装して 最上階の18階で足湯につかりながら神戸の景色を眺めながら楽しめる、大型温浴施設「神戸ハーバーランド温泉 万葉倶楽部」が開業した。

## 店舗
2023年3月現在、以下の店舗が営業している。
| 階                  | 店舗 |
| ------------------- | --- |
| B1F（フードコート） | - リンガーハット（ちゃんぽん、皿うどん） - かつ丼 吉兵衛（かつ丼） - ケンタッキーフライドチキン（フライドチキン） - ナマステ・ガネーシャ・マハル（インド料理） - 隆記（中華料理） - 三豊麺（ラーメン） |
| 1F                  | - サンマルクカフェ（カフェ） - シェラ（婦人雑貨） - BOLT BASE（アウトドア用品） - ドッグサロンペレ（ペットトリミング、ペットホテル） - ほけんの窓口（保険ショップ） - パソコン修理24（PC修理） |
| 2F                  | - スクイーズプラネット（スクイーズ、菓子、雑貨） - キャンドゥ（100円ショップ） - アシュラン（アクセサリー） |
| 3F（医療モール）    | - こがた内科 ハーバーランドリウマチクリニック（リウマチ科） - 神戸みなと薬局（薬局） - しばきた消化器外科・肛門クリニック（消化器外科） - 医療法人かけはし会 脳神経内科 くすのき診療所（脳神経外科） - 織姫文庫（雑貨） |
| 4F（ビューティ）    | - アロマテラピーサロン Selene（ビューティー） - 悦慕（ボディケアサロン） - ポーラ・ザ・ビューティー（フェイシャルエステサロン） - スタジオ・ウインド（シャンソン・ドラム教室） - やまもと静脈瘤クリニック（静脈癌治療） - KING'S SALON（脱毛サロン） - Shine teeth（ホワイトニングサロン） - いいオフィス神戸 by KT-joy（コワーキングスペース） - K&A Dental Clinic KOBE ホワイトエッセンス（歯科） |
| 5F                  | - スターマン（リサイクルショップ） |
| 6F                  | - |
| 7F-16F              | - 神戸ハーバーランド温泉万葉倶楽部（温泉） |
| 17F                 | - |
| 18F                 | - 木曽路（しゃぶしゃぶ） |